# Deixis
În lingvistică, termenul deixis (din cuvântul grecesc vechi δεῖξις (deixis) „arătare”) a fost adoptat din logica formală. Denumește un fenomen de referire directă, prin mijloace lingvistice, la entități extralingvistice legate de situația de comunicare, pe care le actualizează. Asemenea entități sunt persoane, obiecte, locuri, momente și durate de timp, moduri de a acționa, calități și raporturi sociale, astfel vorbindu-se despre deixis personal, spațial, temporal, social etc.. Unii autori adaugă la acestea deixisul discursiv (textual), care constituie o excepție de la referirea la entități extralingvistice, dând indicații asupra locului ocupat de un anumit enunț, deci o entitate de limbă, în discursul (textul) din care face parte.
Elementele deictice au în comun cu substantivele, verbele și adjectivele faptul că majoritatea lor au funcții sintactice, dar cele din urmă se referă la entități extralingvistice independent de situația de comunicare, pe când deicticele nu au referință proprie, ci și-o procură numai de la entitățile extralingvistice legate de situația de comunicare. Uneori, elementele deictice sunt asociate cu mijloace de comunicare non-verbale, precum gesturi indicative, direcția privirii etc. Un element deictic este, de exemplu, adjectivul demonstrativ în propoziția Mâna aceasta mă doare.
Deixisul este unul din cele trei fenomene de referire elementare ce formează legături la nivelul microstructurii discursului. Celelalte două, numite forice, se referă le entități lingvistice din cadrul discursului. Acestea sunt anafora, adică reluarea entității lingvistice la care se referă (ex. Ieri am fost la facultate. Acolo m-am întâlnit cu un vechi prieten), și catafora, adică anticiparea unei entități lingvistice, ex. Acolo aș vrea să plec: în Grecia. De menționat și faptul că unele elemente sunt uneori deictice, alteori forice, ex. Mâna aceasta mă doare (deictic) vs. Am primit un ceas nou; aceasta mi-a făcut mare plăcere (anaforic). De asemenea, unele elemente pot fi deictice și forice în același timp, ex. fr  C’est ton opinion ; ce n’est pas du tout la mienne ! „Asta e părerea ta; nu e deloc și a mea!” (pronume posesiv deictic pentru vorbitor și anaforic pentru substantivul opinion). Aceste trei fenomene, împreună cu altele, au o funcție pragmatică, constribuind la coerența și coeziunea discursului.

## Natura deicticelor și tipurile de deixis pe care le realizează
Deicticele formează o clasă omogenă din punct de vedere semantico-funcțional, dar eterogenă din punct de vedere gramatical, cuprinzând, în funcție de limba dată, cuvinte aparținând la diferite părți de vorbire (articole hotărâte, pronume de mai multe specii, adjective pronominale, adverbe etc.), sintagme, forme gramaticale, afixe etc..

### Articolul hotărât
În limbile care au articol hotărât, acesta este deictic de obicei pentru obiectele aflate în contextul situațional. Exemple:
ro  Dă-mi cartea!;
fr  Passe-moi le pain ! „Dă-mi și mie pâinea!”;
en  I can't find the volume control „Nu găsesc butonul de volum”;
hu  Ne tedd a cserepet az ajtó fölé „Nu pune ghiveciul deasupra ușii”.

### Pronumele personal și pronumele reflexiv
Pronumele personal și cel reflexiv sunt principalele părți de vorbire care asigură deixisul personal. Acesta este referirea la participanții la comunicare: vorbitorul, cel puțin un destinatar al enunțului său și cel puțin o altă persoană prezentă, care nu este destinatar, sau este eventual destinatar indirect, la care se referă vorbitorul. Organizarea deixisului este egocentrică, vorbitorul fiind centrul deictic, cel care este la originea enunțării. Persoana gramaticală a vorbitorului este I singular, iar dacă vorbește și în numele a cel puțin unei alte persoane, persoana I plural. Persoana destinatarului/destinatarilor este a II-a, iar cea a unei/unor terțe persoane, a III-a.
Folosirea sau nefolosirea pronumelor personale în anumite cazuri poate fi diferită de la o limbă la alta. În limbi preponderent analitice, precum franceza sau engleza, în care verbul exprimă într-o măsură insuficientă persoana, subiectul, dacă nu este exprimat prin alt cuvânt, trebuie aproape totdeauna exprimat prin  pronume personal, indiferent dacă este scos în evidență sau nu. În limbi mai puțin analitice, ca româna, sau sintetice, ca BCMS ori maghiara, forma verbului, de regulă prin desinențele acestuia, exprimă în mod suficient persoana, deci subiectul poate fi inclus în ele, îndeplinind și singur rolul de deictic, iar pronumele personal subiect se folosește în general numai pentru scoaterea în evidență a subiectului.

#### Persoana I
Exemple în limbi preponderent analitice:
fr  Je suis arrivé à Nice vers 21 heures „Am ajuns la Nice pe la ora 21”, Moi, je vais aller à la plage „Eu o să merg la plajă”;
en  I need a pound coin „Am nevoie de o monedă de o liră”, – Who invited Matthew? – Me „– Cine l-a invitat pe Matthew? – Eu”.
În alte limbi:
ro  Sunt studentă, Eu sunt!;
hu  Várunk „Așteptăm”, Én egy sört fogok rendelni „Eu o să comand o bere”;
BCMS (Ja) živim u Beogradu „(Eu) trăiesc în Belgrad”.
În limbile amintite aici, în alte funcții sintactice decât cea de subiect, persoana I este exprimată numai prin pronume personal sau reflexiv, fie disjunct (accentuat), fie conjunct (clitic, neaccentuat):
ro  Are ceva pentru mine;
fr  Jean, est-ce que tu m’entends ? „Jean, mă auzi?”;
en  Judy isn't coming with us „Judy nu vine cu noi”;
hu  Látsz engem? „Mă vezi?”;
BCMS Dodajte mi hljeba „Dați-mi niște pâine”.

#### Persoana a II-a
În situația de comunicare, destinatarul este reprezentat de persoana a II-a, în construcții de aceeași natură ca pentru persoana I:
ro  Spală-te!;
fr  Jean et Bertille, quand venez-vous nous voir ? „Jean și Bertille, când veniți să ne faceți o vizită?”;
en  You can't buy much for a pound „Nu poți/puteți cumpăra mult cu o liră”;
hu  Mi történt veled? Se nem írsz, se nem telefonálsz „Ce s-a întâmplat cu tine? Nici nu scrii, nici nu dai telefon”;
BCMS Ti si na redu „Tu urmezi”.
Pronumele personal contribuie și la exprimarea deixisului social, care codează caracteristici privind identitatea și relația socială dintre participanții la comunicare. În unele limbi, ca engleza, nu există pronume personale distribuite în funcție de deixisul social, dar în altele există.
În română, pe lângă tu, există pronume de politețe pentru două grade diferite de politețe, precum:
- mai politicos – dumneavoastră, invariabil, cu care, ca subiect, predicatul se acordă la persoana a II-a plural, indiferent de numărul destinatarilor: Problema dumneavoastră e imposibil de rezolvat[25];
- mai puțin politicos – dumneata, variabil în caz, cu care acordul se face la persoana a II-a singular: Dumneata ești american?[26], Fratele dumitale locuiește tot aici?[27];

În maghiară se exprimă tot două grade de politețe, cu pronume variabile în număr și caz, cu acordul la persoana a treia singular, respectiv plural:
- mai politicos – Önök ott lesznek a tárgyaláson? „Dumneavoastră veți fi prezenți la negocieri?”
- mai puțin politicos – Maga milyen könyvet keres? „Dumneata ce carte cauți?”

În franceză și în BCMS se exprimă un singur grad de politețe cu pronumele și predicatul la persoana a II-a plural, numărul destinatarului/destinatarilor reieșind numai din context:
fr  Pourriez-vous me rendre un service, s’il vous plaît ? „Ați putea să-mi faceți un serviciu, vă rog?”;
BCMS Vi ste već odavna lovac? „Dumneavoastră sunteți / Dumneata ești demult vânător?.

#### Persoana a III-a
O persoană alta decât destinatarul și unele animale sunt reprezentate de persoana a III-a, în construcții ca în cazul persoanelor I și a II-a, dar pronumele sunt deictice numai dacă persoanele respective sunt efectiv prezente în situația de comunicare. Exemple:
ro  Ea locuiește cu el;
fr  Ni lui ni elle ne parlent espagnol „Nici el, nici ea nu vorbesc spaniola”;
en  He's a lovely little dog „E un cățel simpatic”;
hu  – Ki az új titkárnő? – Ő „– Cine e secretara cea nouă? – Ea”;
BCMS On je dobar čovjek „El e un om bun”.
Limba română are și pronume de persoana a treia de politețe variabile după gen și număr: dumnealui, dumneaei, dumnealor, dânsul, dânsa, dânșii, dânsele. Exemplu în frază: Pe dumneavoastră v-am văzut ieri la concert, pe dumnealor nu i-am văzut.

### Adjectivele și pronumele posesive
Adjectivele și pronumele posesive exprimă de asemenea persoana, deci și ele pot servi pentru deixisul personal.
Persoana I:
ro  Fratele meu este student;
fr  C’est ton opinion ; ce n’est pas du tout la mienne ! „Asta e părerea ta; nu e deloc și a mea!”;
en  I'd love to have my own flat „Mi-ar plăcea foarte mult să am propriul meu apartament”;
hu  Ez a köny az enyém „Cartea asta e a mea”;
BCMS Ovo je moj sin „Acesta e fiul meu”.
Persoana a II-a:
ro  Suntem impresionați de durerea voastră;
fr  Ma valise est plus petite que la tienne „Valiza mea e mai mică decât a ta”;
en  Your garden looks nice „Grădina ta arată bine”;
hu  Ez a tied? „Asta e a ta? / Ăsta e al tău?”;
BCMS Mogli bismo odšetati i do tvojih roditelja „Am putea să ne plimbăm și până la părinții tăi”.
Persoana a III-a, cu mențiunea că în română, posesivele se pot înlocui cu pronumele personale în cazul genitiv:
ro  Ai săi/lui/ei sunt sănătoși;
fr  Il habite encore chez ses parents „Locuiește încă la părinții săi/lui”;
en  That isn't Harriet's coat. Hers is blue „Ăsta nu e paltonul lui Harriet. Al său/ei e albastru”;
hu  Ezek a könyvek az övéi „Cărțile astea sunt ale sale/lui/ei”;
BCMS Njezin život je priča „Viața ei e o poveste”.

### Adjectivele și pronumele demonstrative
Adjectivele și pronumele demonstrative sunt deictice pentru persoane prezente sau care tocmai au plecat, fiind tipice pentru persoane prezentate de către vorbitor destinatarului. În același timp servesc și pentru deixisul spațial, dat fiind că indică, deși în mod vag, diferite grade de apropiere, respectiv depărtare față de vorbitor. În unele limbi, demonstrativele exprimă două grade de apropiere–depărtare:
ro  Aceștia sunt prietenii mei;
fr  Cet homme est fou ! „Omul ăsta e nebun!”;
en  Mr Crosby, this is my father „Domnule Crosby, acesta e tatăl meu”;
hu  Ez Viktor, az Vera „Acesta e Viktor, aceea e Vera”.
BCMS este o limbă în care sunt exprimate trei grade de apropiere–depărtare, indicația putând fi raportată și la destinatar:
Ovo je moja ćerka „Asta e fiica mea” (persoana de lângă vorbitor);
Šta govori onaj čovek? „Ce vorbește omul acela?” (o persoană care este departe și de vorbitor, și de destinatar);
Taj će sigurno dogurati do ministra „Ăsta sigur o să ajungă ministru” (persoana de lângă destinatar).
Aceleași demonstrative se folosesc și pentru obiecte prezente în contextul situațional:
ro  Hotelul acesta e nou;
fr  Si vous cherchez un beau livre, prenez celui-ci plutôt que celui-là „Dacă vreți o carte frumoasă, luați-o mai bine pe asta decât pe aceea”;
en  Look at those clouds „Uite-te la norii aceia”;
hu  Ezeket megvesszük „Pe astea le cumpărăm”;
BCMS Šta je ono no krovu? „Ce e aia de pe acoperiș?”
Franceza are și pronume demonstrative specializate pentru inanimate, nefolosite și pentru persoane:
Prenez ceci „Luați aceasta”;
Qu’est-ce que c’est que ça ? „Ce-i asta?”
În gramaticile maghiare și ale BCMS sunt luate în seamă și demonstrative referitoare la calități, la dimensiuni și la cantități:
hu  ilyen/olyan kerékpár „o bicicletă ca asta/aceea”, ekkora/akkora házban „într-o casă ca asta/aceea”, ennyi/annyi étel „atâta mâncare (câtă este aici/acolo)”;
BCMS ovakve/takve/onakve rukave „mâneci ca astea (ex. ale mele)/ ca acelea (ex. ale tale)/ ca acelea (ex.ca ale altuia de față)”;
ovolika/tolika/onolika riba „un pește atâta/cât ăsta (ex. cel de la mine)/ cât acela (ex. de la tine)/ cât acela (ex. de la altcineva de față)”;
ovoliki/toliki/onoliki novac „atâția bani (ex. câți sunt la mine)/ (ex. câți sunt la tine)/ (ex. câți sunt la altcineva de față)”.

### Afixe
Formele verbale exprimă în principal deixisul personal și pe cel temporal. În limbile cu un grad suficient de sintetism, deixisul personal poate fi exprimat și numai prin forma verbului, anume prin desinențe (vezi mai sus), inclusiv desinența zero, sau, în cazul unor verbe neregulate, prin întregul corp al verbului. Deixisul temporal este asigurat, și în funcție de limbă, de desinențe, de alte afixe, de verbe auxiliare, respectiv de întregul corp al verbului.
Exemple de exprimare a deixisului temporal sunt:
ro  Duc(ø) acest buchet de lalele mamei mele (prezent exprimat prin desinență zero);
fr  Pendant les vacances, nous faisions toujours de longues balades à vélo „În timpul vacanțelor făceam mereu plimbări lungi cu bicicleta” (trecut iterativ exprimat prin desinență efectivă);
en  They will play the match „Vor juca meciul” (viitor exprimat prin verb auxiliar);
hu  Befejeztem a munkát „Am terminat treaba” (trecut exprimat prin sufix specific);
BCMS Neću da se mješam „Nu vreau să mă amestec” (prezent exprimat prin întregul verbului neregulat).
În unele limbi există și forme verbale care exprimă deixisul social, în primul rând prin forme personale folosite în adresarea politicoasă altele decât cele din adresarea care nu exprimă politețe (vezi mai sus). Există și verbe sau forme verbale specializate în adresarea politicoasă:
ro  verb specializat: Vă rog să binevoiți a aproba cererea noastră;
fr  imperativul verbului vouloir „a vrea”: Veuillez vous asseoir, Madame ! „Vă rog să luați loc, doamnă!” (lit. „Voiți a vă așeza, …”);
hu  verbul tetszik „a plăcea” folosit ca verb numit „auxiliar pragmatic”, cu verbul cu sens lexical la infinitiv, în adresarea către persoane mai în vârstă decât vorbitorul, fără să-i fie superioare ierarhic: Hogy tetszik lenni ? „Ce mai faceți? / „Cum sunteți?” (lit. „Cum place a fi?”).
În limbile în care există forme de cazul vocativ, acestea exprimă de asemenea deixisul social prin desinențe:
ro  Băiete, vino încoace!;
BCMS Ne boj se, striče „Nu te teme, unchiule”.
Maghiara este o limbă în care deixisul personal este exprimat și prin alte afixe.
În această limbă nu sunt adjective posesive, dar le corespund sufixe posesive. Pentru a scoate în evidență posesorul se poate folosi și pronumele personal ca atribut al substantivului care exprimă obiectul posedat, ex. Az (én) útlevelem a helyén van „Pașaportul meu este la locul lui”.
Complementul direct de persoana a II-a poate fi exprimat și numai de o desinență specială pe care o primesc verbele tranzitive la persoana I singular, ex. Szeretlek (titeket) „Vă iubesc (pe voi)”.
Pentru persoana a III-a mai există și desinențe speciale ale verbului tranzitiv, atunci când are complement direct determinat definit, fie că acesta este sau nu exprimat și prin cuvânt aparte, ex. (Őt) szeretem „(Pe el/ea) îl/o iubesc”.
În maghiară sunt în total 18 cazuri gramaticale, dintre care 10 exprimă complemente circumstanțiale de loc cu desinențe specifice, corespunzătoare unor prepoziții în alte limbi, ex. Kiszedtem a pénzt a tárcából „Am scos banii din portofel”.
În maghiară, unele adverbe care indică direcții de deplasare devin prefixe adăugate verbelor, ex. Visszajöttünk a szabadságról „Ne-am întors din concediu” (literal „Înapoi-am-venit …”).
În BCMS sunt prepoziții care devin astfel de prefixe, ex. Našao sam ga „L-am găsit” (prepoziția na „pe” + ići „a merge”).

### Adverbe și locuțiuni adverbiale
Adverbele de timp, de loc și de mod asigură singure sau împreună cu alte mijloace lingvistice deixisul temporal, spațial, respectiv modal.
Exemple de deixis temporal sunt:
ro  Locuim acum într-o zonă agricolă;
fr  La ligne est occupée, je rappellerai tout à l’heure „Linia e ocupată, o să sunt peste puțin timp”;
en  We'll soon be home „Vom fi acasă în curând”;
hu  Tegnap bicikliztünk az erdőben „Ieri ne-am plimba cu bicicleta prin pădure”;
BCMS Dugo nisam mogao usnuti „N-am putut adormi multă vreme”.
Exemple de deixis spațial:
ro  Așteaptă aici, te rog!;
fr  Pourquoi irais-je là-bas ? „De ce să merg acolo?”;
en  It isn't far from here to the motorway „Nu e departe de aici până la șosea”;
hu  Milyen idő van kint? „Cum e vremea afară?”;
BCMS Škola je blizu „Școala e aproape”.
În unele limbi sunt adverbe de loc ce exprimă trei grade de apropiere–depărtare. În BCMS sunt mai multe astfel de adverbe, printre care:
Dođite ovamo „Veniți aici/încoace” (în apropiere de vorbitor);
Dotle još ne dođosmo „Acolo încă n-am ajuns” (în apropiere de destinatar);
Nijesmo ni prošli onuda „Nici n-am trecut pe acolo” (departe de ambii).
În franceză de asemenea sunt astfel de adverbe, dar fără raportare la destinatar:
Je vous attends ici „Vă aștept aici” (lângă sau în apropiere de vorbitor);
Qui est là? „Cine e aici?” (în apropiere de vorbitor, chiar dacă nu este în prezența lui);
Pourquoi irais-je là-bas? „De ce să merg acolo?” (departe).
Exemple de deixis modal:
ro  De ce stai așa?;
fr  Je suis sûr que ce mot s’écrit comme ça „Sunt sigur că cuvântul ăsta se scrie așa”;
en  You put the cassette in here, like this „Introduci caseta aici, uite-așa”;
hu  Bárcsak így tudnék franciául én is! „De-aș ști și eu franțuzește așa!”.
În BCMS sunt pentru aceasta forme care marchează trei grade de apropiere–depărtare, ca la demonstrative. De pildă, un profesor poate spune:
Ovako se piše „Așa se scrie” (ca mine, pe tablă);
Tako se piše „Așa se scrie” (ca tine, în caietul tău);
Onako se piše „Așa se scrie” (ca alt elev, așezat mai departe).

### Prepoziții, locuțiuni prepoziționale și postpoziții
Unele prepoziții și locuțiuni prepoziționale din unele limbi, ca româna, și unele postpoziții din altele, ca maghiara, sunt de asemenea mijloace de exprimare mai ales a deixisului spațial:
ro  Tânărul din fața doamnei Popa este fiul ei?;
fr  Donnez-moi celui qui est sur la table „Dați-mi-l pe cel care e pe masă”;
en  I am in the shop „(Eu) sunt în magazin”;
hu  Az ajándékokat tegyük a karácsonyfa köré „Cadourile să le punem în jurul pomului de Crăciun”;
BCMS Stojim pod tušem „Stau sub duș”.

### Alte elemente deictice
În gramaticile BCMS este luată în seamă și o parte de propoziție numită particulă, iar printre particule și unele numite de prezentare. Acestea sunt deictice spațiale, exprimând tot trei grade de apropiere–depărtare, ca și demonstrativele:
Evo me, stigao sam „Iată-mă, am sosit”;
Eto šta si uradio! „Uite ce-ai făcut!”
Eno tvog auta, tamo na kraju parkinga „Uite-ți mașina, acolo, la capătul parcării”.
În franceză de asemenea sunt două cuvinte ce exprimă în principiu apropierea, respectiv depărtarea, considerate tradițional adverbe, dar clasate de către Grevisse și Goosse 2007 într-o clasă aparte, cea a cuvintelor introductive:
Voici votre journal „Iată ziarul dumneavoastră” (apropiere);
Voilà Pierre „Uite-l pe Pierre” (depărtare).
Deixisul spațial și cel temporal mai pot fi exprimate și prin construcții cu substantive cu sens lexical specific:
ro  Sunt mai bine de opt kilometri până la cabană!;
fr  La semaine prochaine, je partirai me reposer dans une île „Săptămâna viitoare voi pleca să mă odihnesc pe o insulă”;
en  I arrived ten minutes ago „Am sosit acum zece minute”;
hu  Két év óta vagyok itt „Sunt aici de doi ani”;
BCMS Kroz nekoliko minuta i oni će nam se pridružiti „Peste câteva minute ni se vor alătura și ei”.
La deixisul social de asemenea participă și substantive, eventual cu anumite atribute adjectivale, folosite în adresare și în saluturi.
În română, astfel sunt, printre altele:
Domnule / Doamnă / Domnișoară, cu sau fără nume de familie ori titlu;
Stimate domnule / Stimată doamnă / Stimată domnișoară, cu sau fără nume de familie ori titlu;
Dragă / Scumpe prietene / prenume / nume de rudenie !;
Dragă / Scumpă prietenă / prenume / nume de rudenie !;
Dragul meu!, Draga mea!
În alte limbi:
fr  Monsieur „domnule”, Madame „doamnă”, Mademoiselle „domnișoară”, Maître (lit. „Maestre!”, pentru adresarea către avocați și notari de ambele sexe, precum și către artiști de sex masculin), Docteur (pentru medici de ambele sexe), folosite cu sau fără nume de familie ori titlu;
en  Mister „domnule”, Mistress „doamnă”, Miss „domnișoară”, cu pronunțarea [mɪz] (prescurtat Ms, adresare către femei fără deosebire de stare civilă), politicoase numai cu nume de familie sau titlu; Doctor (către medici de ambele sexe, cu sau fără nume de familie);
hu  úr „domnule” (cu nume de familie sau titlu), uram (lit. „domnul meu”, fără nume de familie sau titlu), asszony „doamnă” (cu nume de familie sau titlu), asszonyom „doamnă” (lit. „doamna mea”, fără nume de familie sau titlu), művésznő (lit. „doamnă/domnișoară artistă”), nővérke (lit. „surioară”, către o infirmieră).
În română sunt și interjecții de adresare către persoane tutuite, ce nu implică politețe: Mă(i)!, Fă!, Bre!
Sunt și unele formule de salut deictice sociale:
ro  în relația cu tu: Ciao!, Salut!, Bună!, Servus! (acesta din urmă regional);
în relația cu dumneavoastră: Vă salut!, Sărut mâna/mâinile!;
hu  în relația cu te: Szervusz! „Servus!”; Szia! „Salut!” (în registrul de limbă familiar);
în relația cu maga/ön: Kezét csókolom! „Sărut mâna!”

## Deixis discursiv (textual)
În discurs (text) sunt prezente de asemenea elemente deictice. În varianta sa scrisă se întâlnesc unele adverbe de loc, ex. hu  Föntebb már esett szó arról, hogy… „Mai sus a fost deja vorba despre…”.
La locuri din text se referă și substantive specfice, ex. hu  Mint a címben is megfogalmaztam… „După cum am formulat și în titlu,…”, Az előző fejezetben már kifejtettem… „În capitolul precedent am dezvoltat deja…”, Az összegzésben visszatérek rá „Mă voi întoarce la aceasta în concluzie” etc..